# Vršovická sokolovna
Vršovická sokolovna je rozlehlá budova na Vršovickém náměstí v Praze. Byla postavena v letech 1930 až 1933 a kromě tělocvičen, šaten, kluboven a provozních místností v ní byl i hudební sál. Od roku 1990 tu svoje aktivity opět provozuje tělovýchovná jednota Sokol Praha Vršovice.

## Historie
Snahu vršovického Sokola o vybudování vlastní tělocvičny se podařilo realizovat počátkem 30. let 20. století. V roce 1923 bylo získáno místo v tehdejším centru Vršovic mezi kostelem sv. Mikuláše, fotbalovým stadiónem Bohemians a vznikající novostavbou Husova sboru. Z nabídek byl vybrán projekt Aloise Dryáka a Jaroslava Polívky, dopracovaný za vedení Bohumila Hübschmanna. Základní kámen byl položen v květnu 1930 a v prosinci 1933 byla stavba dokončena.

## Popis
Budova, kterou tvoří tři trakty, je postavena v poměrně svažitém terénu. Má dvě podzemní a čtyři nadzemní patra, více schodišť umožňuje přístup různými vchody. Hlavní vchod s vestibulem je z Vršovického náměstí, široký čelní portál byl původně obložený travertinem. Kromě tří tělocvičných sálů, šaten a sprch, kluboven a provozních místností byl původně v budově i hudební sál, pokoje pro ubytování hostů (tzv. Sokolský domov v horních dvou patrech) a také byt sokolníka. V prvním patře byla kavárna s terasami, na východní straně restaurace s předzahrádkou.